# Zosterops oleagineus
El anteojitos de Yap (Zosterops oleagineus) es una especie de ave paseriforme de la familia Zosteropidae endémica de la isla de Yap, en el océano Pacífico.

## Distribución geográfica y hábitat
Se encuentra únicamente en la isla de Yap, en los Estados Federados de Micronesia. Su hábitat natural son los bosques tropicales de zonas bajas y los manglares isleños. Se encuentra amenazado por la pérdida de hábitat.

## Taxonomía
En el pasado algunos lo incluyeron en el género Rukia, con el anteojitos de la Truk y el anteojitos piquilargo, por su similitudes de plumaje con el primero.